# Vandijkophrynus robinsoni
Vandijkophrynus robinsoni är en groddjursart som först beskrevs av William Roy Branch och Braack 1996.  Vandijkophrynus robinsoni ingår i släktet Vandijkophrynus och familjen paddor. Inga underarter finns listade i Catalogue of Life.
Arten förekommer i västra Sydafrika och södra Namibia. Den vistas i klippiga områden med permanenta eller tillfälliga vattenansamlingar. Fortplantningen sker i pölar som bildas under våren, till exempel i sänkor, eller i bäckar och mindre floder. Den glesa växtligheten i regionen utgörs främst av gräs och buskar.
I framtiden kan beståndet hotas när vatten från vattendrag brukas för djurskötsel. Populationens exakta storlek är inte känd men den antas vara stor. IUCN kategoriserar arten globalt som livskraftig.